# 마리오 리틀

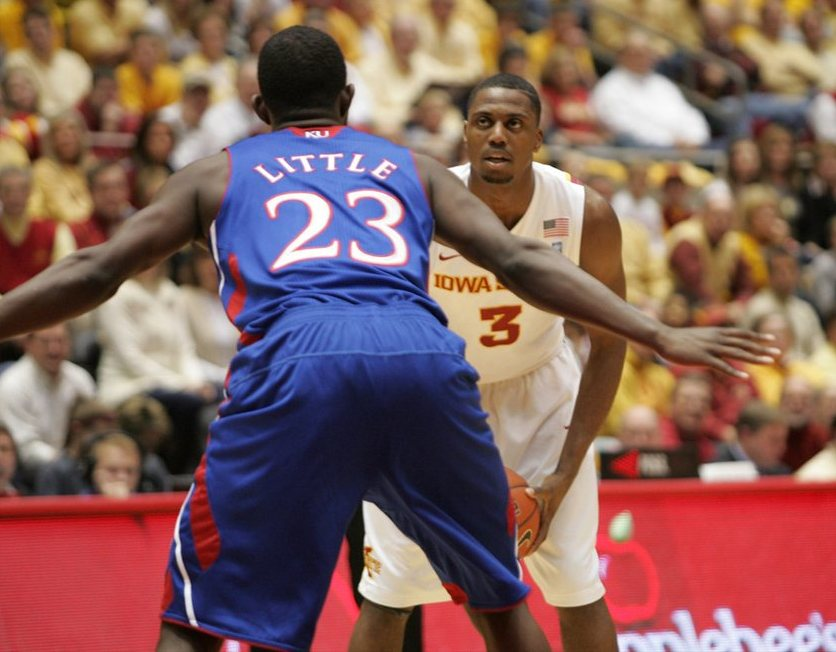

마리오 리틀(Mario Little, 본명: Mario Deantwan Little, 1987년 12월 29일 ~ )은 슈퍼리가 프로페셔널 드 발론세스토(Superliga Profesional de Baloncesto)의 트로타문도스 데 카라보보(Trotamundos de Carabobo)에서 마지막으로 뛰었던 미국 프로 농구 선수이다. 우크라이나에서 프로 경력을 시작하기 전에 치폴라 칼리지와 캔자스에서 대학 농구를 했다. NBA 개발 리그에서 3년을 보낸 후 리틀은 유럽, 아시아, 중동 및 남미를 포괄하는 해외 경력을 시작했다.

## 경력
- 2011~2012: 드니프로-아조트 드니프로제르진스크
- 2012~2015: 털사 식스티식서스 / 오클라호마 시티 블루
- 2015: 만레사
- 2015~2016: 안양 KGC인삼공사
- 2016: TNT 카트로파
- 2016년: 창원 LG 세이커스
- 2016년: 서울 SK 나이츠
- 2016~2017: 창원 LG 세이커스
- 2017: 마카비 아슈도드
- 2017: 구아로스 데 라라
- 2017~2018: VL 페자로
- 2018: 구아로스 데 라라
- 2018~2019: 자다르
- 2019-2020: 이파이스토스 림누
- 2020-2021: 아리스 테살로니키
- 2021~2022: 레프스키 소피아
- 2023: 알라이얀
- 2023: 트로타문도스 데 카라보보